# Ямата-но ороти
Ямата-но ороти (яп. 八岐の大蛇, восьмиглавый и восьмихвостый великий змей) — дракон в синтоистской мифологии.

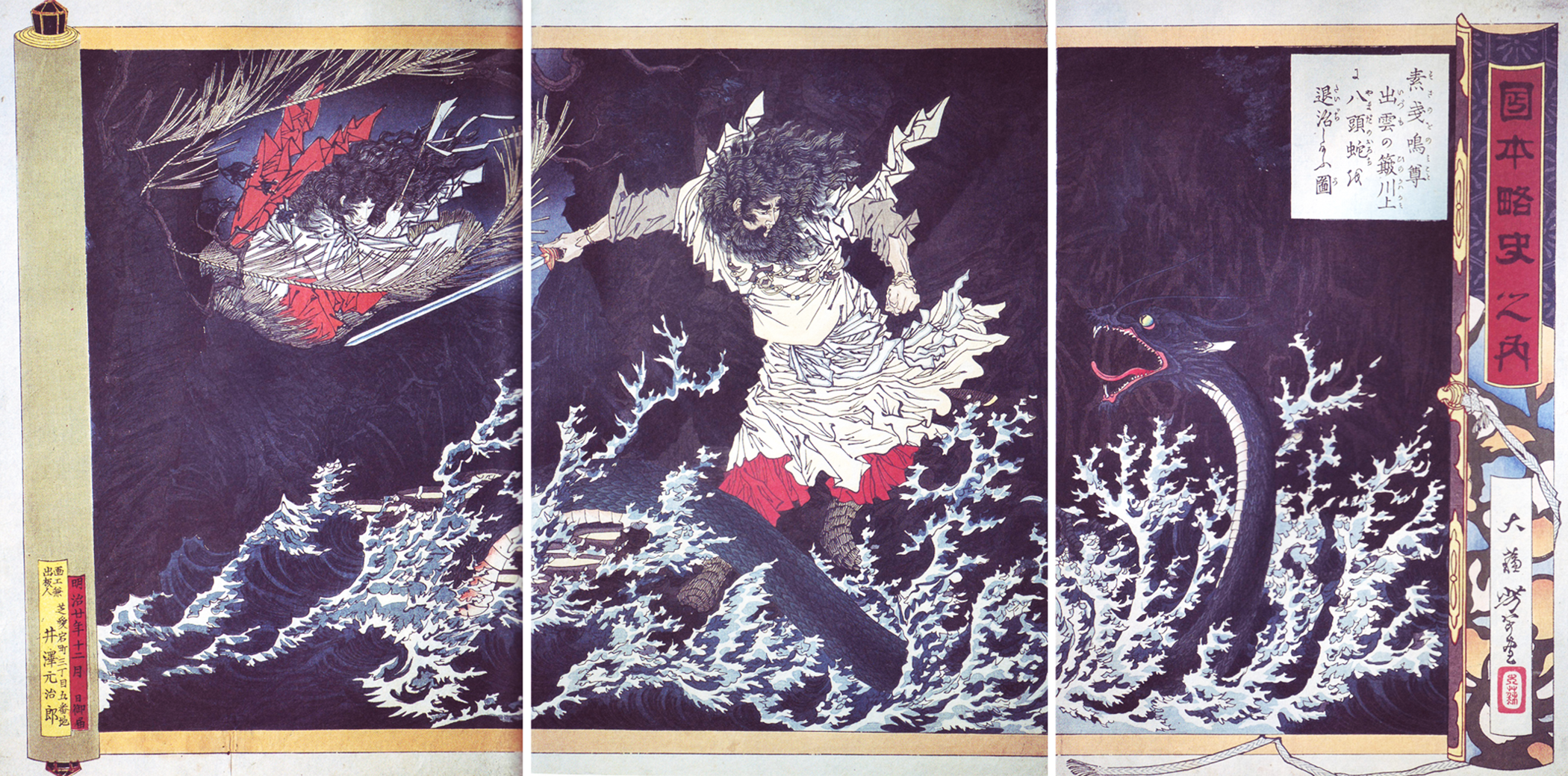
Битва синтоистских божеств Сусаноо и Ямата-но ороти (художник Цукиока Ёситоси)

Название дракона может записываться иероглифами как 八岐大蛇, 八俣遠呂智, 八俣遠呂知. Первое упоминание Ямата-но ороти встречается в Кодзики (VIII век) в записи 八俣遠呂智. По поводу перевода названия существуют разные мнения: если первая часть, «ямата», во всех вариантах означает «разделённый на восемь частей» в смысле «восьмиголовый и восьмихвостый», то слово «ороти» (старояп. woröti) получило значение «великий змей» позднее. В Нихонги «о» записано как «пик», «ро» — как суффикс, а «ти» — как «дух, божество».
Согласно преданию, после своего изгнания из Небесных полей (Такама-но хара), японский мифический герой Сусаноо спустился к реке Хи (яп. 簸川, в древности произносилась как «Пи», нынешняя Хии) в провинции Идзумо, где встретил плачущих старика со старухой и девочкой. Старик представился как Асинадзути, сын старшего ками гор Ооямацуми. Девочка же была Кусинада-химэ, женская ками и будущая супруга Сусаноо. На вопрос, почему семья в таком горе, старик ответил, что у него раньше было 8 дочерей, но всех вплоть до последней пришлось по очереди отдать чудовищу — восьмиголовому гигантскому змею.
Согласно описанию, змей имел 8 голов и 8 хвостов на одном туловище; красные, как вишни, глаза; на его теле росли мох и кипарисы, а длина его была равна величине 8 долин и 8 холмов. После того, как старик пообещал герою отдать ему Кусинада-химэ в жёны, Сусаноо с его помощью подготовил хитрость, чтобы победить Змея. Он приказал сварить жбан 8 раз перегнанного сакэ и поставил напиток внутри высокой изгороди с восемью воротами.
После того, как это было исполнено, явился змей Ямата-но ороти, всеми 8 головами выпил сакэ и, опьянев, заснул крепким сном. Тогда Сусаноо отрубил своим мечом Тоцука-но цуруги змею все головы, окрасив при этом воды реки Хи его кровью в красный цвет. Когда герой разрубил средний хвост чудовища, он обнаружил Кусанаги — священный меч, являющийся сейчас одной из трёх регалий японских императоров.
Победа Сусаноо над змеем является поводом для ежегодных празднеств в различных синтоистских храмах.
Есть предположение, что предание является метафорой борьбы местных жителей с рекой Хии, имевшей восемь притоков и в старину причинявшей большой ущерб своими наводнениями.